# Cirrhilabrus walindi
Cirrhilabrus walindi е вид лъчеперка от семейство Labridae.

## Разпространение
Видът е разпространен в Папуа Нова Гвинея и Соломонови острови.